# Chief Officer
Begrebet Chief Officer anvendes i dag i Danmark i en lang række varianter for lederstillinger i erhvervslivet:
- CEO = Chief Executive Officer = Managing Director (MD) and Chief Executive (CE) = Administrerende Direktør.
- COO = Chief Operating Officer = Vicedirektør eller driftsdirektør, næstkommanderende efter den Adm. Dir. (nogle gange kaldet President eller Vice President).
- CCO = Chief Commercial Officer =  Marketingchef eller Kommerciel chef (direktør), med ansvar for den kommercielle strategi og organisationsudvikling.
  - Eller = Chief Communications Officer = Kommunikationschef (direktør), ansvarlig for al intern og ekstern kommunikation.
  - Eller = Chief Creative Officer = Kreativ chef (direktør), ansvarlig for det overordnede kreative udseende af markedsføring, medier og branding. Kan også være designchef.
  - Eller = Chief Compliance Officer = Compliance chef (direktør), ansvarlig for tilsyn med og håndtering af lovgivningsmæssig overholdelse.
  - Eller = Chief Customer Officer = Kundechef (direktør), ansvarlig for bl.a. customer relationship management i virksomheden.
- CMO = Chief Marketing Officer = Marketingchef (direktør), ansvarlig for markedsføring af produkter eller ydelser.
- CFO = Chief Financial Officer = Økonomichef (direktør), ansvarlig for virksomhedens økonomi og finansieringsforhold.
- CPO = Chief Production Officer = Produktionschef (direktør), ansvarlig for alle produktionsforhold.
  - Eller = Chief Procurement Officer = Indkøbschef med ansvar for strategisk planlægning af varer og tjenesteydelser i virksomheden.
  - Eller = Chief Product Officer = Produktchef (direktør) med ansvar for ét eller flere af virksomhedens produkter samt udvikling heraf.
- CIO = Chief Information Officer = IT-direktør, ansvarlig for virksomhedens IT, herunder IT-infrastruktur m.m.
- CISO = Chief Information Security Officer = IT sikkerheds direktør, ansvarlig for virksomhedens IT sikkerhed, politikker, compliance mv.
- CINO = Chief Innovation Officer = Innovationschef (direktør), ansvarlig for Forandringsledelse, muligheder med ny teknik, Turnaround, Lean m.m.
- CVO = Chief Visionary Officer = Visionary Manager = Development Manager = Udviklingschef (direktør), er sidestillet med CEO eller COO. Skal udover bred forretningsviden, også være visionær, se muligheder og kunne implementere nye strategier.
- CBO = Chief Brand Officer = Brand chef (direktør), ansvarlig for et brands image, og at formidle det gennem alle aspekter af virksomheden, overvåge marketing, reklame, design, PR og kundeserviceafdelinger.
- CBDO = Chief Business Development Officer = Forretningsudviklingschef (direktør), ansvarlig for virksomhedens forretningsudvikling, herunder forretningsudviklingsplaner, design og implementering af processer til støtte for virksomhedens vækst.
- CTO = Chief Technology Officer = Teknologichef (direktør), ansvarlig for teknologi og forskning i en virksomhed med fokus kommercialisering (til forskel fra eksempelvis teknisk chef eller CIO, som har fokus på teknologi til intern brug).
- CQO = Chief Quality Officer = Kvalitetschef (direktør), ansvarlig for kvalitet og kvalitetssikring (ifm. virksomhedens produkter eller ydelser), opstilling af kvalitetsmål og sikring af, at disse mål fortsat opfyldes over tid.
- CRO = Chief Risk Officer = Risikochef (direktør), ansvarlig for virksomhedens risikostyring, der sikrer, at risici undgås, kontrolleres, accepteres eller overføres, og at virksomheden ikke går glip af muligheder. Nogle gange betegnes denne stilling også Chief Risk Management Officer (CRMO).
- CSO = Chief Sales Officer = Salgschef (direktør), ansvarlig for virksomhedens salg.
  - Eller = Chief Security Officer = Sikkerhedschef (direktør), ansvarlig for virksomhedens sikkerhed, både fysisk sikkerhed, it-sikkerhed m.m.
  - Eller = Chief Solution Officer = Løsningschef (direktør), ansvarlig for udvikling og levering af pålidelige og innovative forretnings- og teknologiløsninger. Anvendes i nogle virksomheder som alternativ til Chief Product Officer (Produktchef).
- CLO = Chief Legal Officer = Juridisk chef (direktør), ansvarlig for at føre tilsyn med og identificere juridiske spørgsmål i alle afdelinger og deres indbyrdes sammenhæng samt virksomhedsledelse og forretningspolitik. På engelsk også ofte kaldet general counsel (GC) eller chief counsel. Kan også betegnes chefrådgiver.

 Der er for få eller ingen kildehenvisninger i denne artikel, hvilket er et problem. Du kan hjælpe ved at angive troværdige kilder til de påstande, som fremføres i artiklen.